# موقالی
موقالی (مغولی: Мухулай؛ 1170 – ۱۲۲۳ (۵۲−۵۳ سال)) فرد نظامی اهل امپراتوری مغول بود. یک ژنرال مغول بود که در زمان چنگیز خان به یک فرمانده مورد اعتماد و محترم تبدیل شد. پسر Gü'ün U'a، رهبر ایل جلایر که به مغولان سوگند وفاداری یاد کرده بود، با لقب خود «مقالی»، شناخته شد، که از طریق خدمات متعهدانه و توانا به دست آورد.
شاید برجسته‌ترین فرد جلایر در اوایل دوره امپراتوری مغول، موقالی بود که تا زمان مرگش در سال ۱۲۲۳ فرمانده عالی و حاکم واقعی شمال چین شد. موغلی توسط پدرش به عنوان خدمتکار شخصی به چنگیزخان داده شده بود و در لشکرکشی‌های مغول برای شکستن قدرت کنفدراسیون‌های استپی تاتار، کرییت و نایمان در اوایل دهه ۱۲۰۰ خدمت کرد.در قوریلتای سال ۱۲۰۶، موقالی به عنوان فرمانده تومن، یعنی فرمانده ۱۰۰۰۰ نفر، منصوب شد.موقالی در لشکرکشی‌های مغولان در چین در دهه ۱۲۱۰ خدمت کرد و در سال ۱۲۱۷ چنگیزخان او را به عنوان فرمانده کل شمال چین منصوب کرد و عناوین ارثی معلم بزرگ (تایشی) و امیر دولت (گوی-ونگ) را به او اعطا کرد.به زبان فارسی منابع، او را با نام موقالی گویانگ می‌شناسند که از این عنوان چینی گرفته شده است. موقالی در واحد تومن خود، فرماندهی دو هزار (واحد ۱۰۰۰ نفری) از نیروهای جلایر و همچنین اونگ‌گوت، قوشی‌قول، اوروت و دیگران را بر عهده داشت. همچنین واحدهایی از نیروهای کمکی خیتان و جورچن (چاریک) نیز به او اختصاص داده شده بود. پسر موقالی، بوئول، در نقش گی‌یونگ در شمال چین جانشین او شد.